# Léo Dexheimer
Léo Barcellos Dexheimer (Porto Alegre, 1935) é um professor, publicitário e artista plástico brasileiro.

## Carreira
Iniciou seus estudos artísticos trabalhando com litografia sob a orientação de Marcelo Grassmann, em seguida cursando gravura em metal com Iberê Camargo no Clube de Gravura de Porto Alegre. Formou-se em pintura na Escola de Belas Artes da Universidade Federal do Rio Grande do Sul em 1960.
Durante seus estudos universitários foi um dos fundadores do Grupo Bode Preto, que propunha um distanciamento do formalismo acadêmico. De acordo com o historiador Carlos Scarinci, o grupo abriu um importante espaço para a livre pesquisa estética dentro daquela instituição que era então fortemente conservadora. Nesta época também colaborou com ilustrações para a revista literária de vanguarda Quixote.
Em 1961 publicou em conjunto com Waldeni Elias o álbum de xilogravuras São Miguel das Missões. De 1963 a 1965, e novamente de 1988 a 1991, lecionou desenho e artes gráficas na Universidade de Brasília. A partir de 1966 passou a atuar em publicidade e produção gráfica, trabalhou na diagramação de jornais em Porto Alegre, e lecionou pintura, desenho e gravura em escolas de Novo Hamburgo e Cachoeira do Sul. Na década de 1970 trabalhou em pintura com materiais pouco usuais e foi um dos  responsáveis pela pintura decorativa do forro do Theatro São Pedro. Em anos recentes se dedicou principalmente à gravura em metal e litogravura.
Os pesquisadores Oliveira & Ferreira o chamaram de artista renomado, para os pesquisadores Stori & Sanchez ele é um dos artistas "que colaboraram para a afirmação da xilogravura como um elemento expressivo nas artes visuais do Rio Grande do Sul e brasileira", e segundo o curador Renato Rosa, que organizou uma retrospectiva no Museu de Arte do Rio Grande do Sul em 2017, seu lugar na arte contemporânea do estado está garantido, acrescentandoː
"A arte de Léo Dexheimer distribuiu-se ao longo dos últimos sessenta anos entre o desenho e a pintura, somando-se à sua trajetória, técnicas gráficas como a xilogravura, gravura em metal e a litogravura. Artista pioneiro no estado no emprego sutil da encáustica, da serigrafia e do air brushing; [...] A arte de Léo Dexheimer, ao mesmo tempo que é um somatório de alta precisão técnica e experimental, mostra-se como uma arte de silêncios que conduz à reflexão; uma arte camerística, pouco sinfônica e sem proposições de arroubos".
Também aproximou-se do ativismo político-cultural, atuando nas assembleias e passeatas dos ativistas ligados ao Teatro de Equipe e participando do Comitê dos Artistas e Intelectuais Pró-Legalidade, em 1961, criando cartazes e faixas de apoio à resistência. Essa forma de atuação era também uma das bandeiras do grupo Bode Preto.
Tem obras em coleções privadas, na Pinacoteca Barão de Santo Ângelo, no Museu de Arte do Rio Grande do Sul, no Museu de Arte de Santa Maria e no acervo da Universidade de Brasília.

## Algumas exposições
Participou de muitos salões e exposições coletivas e individuais em diversas cidades do Brasil e exterior, entre elasː
- Salão da Câmara Municipal de Porto Alegre (1958, Porto Alegre — recebeu o Primeiro Prêmio)[3]
- 23º Salão Paranaense de Belas Artes (1966,  Curitiba)[10]
- 1ª Exposição Nacional de Artes Plásticas (1968, Rio)[10]
- Do Passado ao Presente: as artes plásticas no Rio Grande do Sul (1983)[10]
- Gravura no Rio Grande do Sul: atualidade (1986, Solar Grandjean de Montigny, Rio)̈[11]
- Grabados & Grabadores (1992, Casa de Cultura de América Latina, Brasília)[5]
- Investigações. A Gravura Brasileira (2000)[10]
- Desenhos, Gravuras, Esculturas e Aquarelas (2002)[10]
- Léo Dexheimer: Anotações à margem de uma obra (2017, MARGS, Porto Alegre, retrospectiva)[3]